# Peacocks
Peacocks (Пікокс) — британський бренд молодіжного чоловічого та жіночого одягу. З'явився цей бренд у графстві Великої Британії — Чешир.Спочатку магазин Peacocks продавав товари для дому та базовий одяг, а пізніше перейменував його в модний магазин високої якості. Річард Кірк, колишній власник мережі, наполегливо працював, щоб перетворити Peacocks на головного гравця моди. Роздрібний продавець отримав численні нагороди, зокрема нагороду «Найкращий роздрібний продавець за ціною» від Drapers.
У листопаді 2020 року його тодішні власники The Edinburgh Woolen Mill перейшли до управління. У січні 2021 року The Edinburgh Woolen Mill було врятовано, але у квітні 2021 року право власності Peacocks було передано окремій дочірній компанії під назвою Green Spark Holdings Limited.

## Історія
У 1884 році компанія Peacocks була заснована Альбертом Пікоком у Воррінгтоні як сімейна компанія «базар пенні», що продає широкий асортимент товарів.
Компанія переїхала до Кардіффа в 1940-х роках, цей крок мав глибокий вплив на розвиток Peacocks, дозволивши їй розширити свою присутність у Південній Англії та Уельсі.
На початку 1990-х років компанія Peacocks розширилася, і в грудні 1999 року компанія була зареєстрована на Лондонській фондовій біржі.

### Викуп менеджменту
У жовтні 2005 року Echelon Capital обговорив, профінансував і організував компанію Echelon Capital і спонсорував Goldman Sachs, а також хедж-фонди, як-от Och-Ziff і Perry Capital, які контролюють 55% нової холдингової компанії, викуп за 400 мільйонів фунтів стерлінгів на чолі з Річардом Кірком. 1 лютого 2006 року компанія вийшла з біржі та знову стала приватною власністю.
Відповідно до підвищеного попиту на моду за співвідношенням ціна-якість, Peacocks почали пропонувати високомодний жіночий, чоловічий і дитячий одяг. Торгові точки на головних вулицях були оновлені та розміщені разом, спрямовані в напрямку головних місць.

### Власність Единбурзької вовняної фабрики
16 січня 2012 року Peacocks підтвердила, що планує ввести адміністрацію, поставивши під загрозу до 100 000 робочих місць. 18 січня 2012 року KPMG було призначено адміністраторами Peacocks. 19 січня 2012 року було звільнено 250 працівників головного офісу.
22 лютого 2012 року було оголошено, що Peacocks було продано The Edinburgh Woolen Mill (EWM). EWM придбала бренд Peacocks, 388 торгових точок, концесії, головний офіс і логістичні функції в Уельсі. 224 торгові точки не були продані EWM, що призвело до негайної втрати робочих місць 3100. Деякі філії знову відкрилися, і EWM заявила, що в майбутньому планує відкрити ще сотні магазинів у Сполученому Королівстві та за кордоном.

### Реструктуризація в Green Spark Holdings
19 листопада 2020 року Единбурзька вовняна фабрика була передана в управління.
6 квітня 2021 року було оголошено, що компанія Peacocks була звільнена з управління вищим керівником за підтримки міжнародного консорціуму інвесторів під назвою Green Spark Holdings Limited. Головний операційний директор Edinburgh Woolen Mill Group Стів Сімпсон візьме на себе управління бізнесом, збереже 2000 робочих місць і 200 магазинів.

### Міжнародні франчайзингові відділення
За межами Сполученого Королівства Peacocks має франшизу «Peacocks London». Ці франшизи охоплюють понад дві сотні торгових точок в Африці, Азії та Європі, включаючи Бахрейн, Кіпр, Єгипет, Грузію, Гібралтар, Грецію, Кувейт, Мальту, Польщу, Румунію, Росію, Саудівську Аравію, Сербію, Словаччину, Україну та Об’єднані Арабські країни.